# Cameron Park (Texas)
Cameron Park è un census-designated place degli Stati Uniti d'America, situato nella contea di Cameron dello Stato del Texas.

## Geografia fisica
Cameron Park è situata a 25°58′15″N 97°28′43″W (25.970707, -97.478659).
Secondo lo United States Census Bureau, ha un'area totale di 0,6 miglia quadrate (1,6 km²), di cui 0,6 miglia quadrate (1,6 km²) di terreno e l'1.64% d'acqua.

## Società

### Evoluzione demografica
Secondo il censimento del 2000, c'erano 5.961 persone, 1.269 nuclei familiari, e 1.199 famiglie residenti nella città. La densità di popolazione era di 9.962,4 persone per miglio quadrato (3,835,9/km²). C'erano 1.366 unità abitative a una densità media di 2,282.9/sq mi (879,0/km²). La composizione etnica della città era formata dall'87,05% di bianchi, lo 0,08% di afroamericani, lo 0,12% di asiatici, l'11,93% di altre razze, e lo 0,82% di due o più etnie. Ispanici o latinos di qualunque razza erano il 99,28% della popolazione.
C'erano 1.269 nuclei familiari di cui il 69,0% avevano figli di età inferiore ai 18 anni, il 71,8% erano coppie sposate conviventi, il 16,7% aveva un capofamiglia femmina senza marito, e il 5,5% erano non-famiglie. Il 4,3% di tutti i nuclei familiari erano individuali e l'1.9% aveva componenti con un'età di 65 anni o più che vivevano da soli. Il numero di componenti medio di un nucleo familiare era di 4,70 e quello di una famiglia era di 4,81.
La popolazione era composta dal 43,4% di persone sotto i 18 anni, il 13,8% di persone dai 18 ai 24 anni, il 26,0% di persone dai 25 ai 44 anni, il 13,0% di persone dai 45 ai 64 anni, e il 3,7% di persone di 65 anni o più. L'età media era di 21 anni. Per ogni 100 femmine c'erano 101,8 maschi. Per ogni 100 femmine dai 18 anni in giù, c'erano 93,7 maschi.
Il reddito medio di un nucleo familiare era di 16.934 dollari, e quello di una famiglia era di 17.033 dollari. I maschi avevano un reddito medio pro capite di 13.784 dollari contro i 12.805 dollari delle femmine. Il reddito medio pro capite era di 4.103 dollari. Circa il 58,1% delle famiglie e il 61,2% della popolazione erano sotto la soglia di povertà, incluso il 66,4% di persone sotto i 18 anni e il 41,9% di persone di 65 anni o più.